# درنای غبغب‌دار
درنای غبغب‌دار (نام علمی: Bugeranus carunculatus) نام یک گونه از تیره کلنگان است. این پرنده بزرگ در آفریقا، در جنوب صحرای صحرا (به انگلیسی: Sahara Desert) یافت شده‌است.

## ویژگی‌ها
با قد ۱۷۵ سانتیمتر، این پرنده بزرگترین درنا در آفریقا و دومین بلندترین از گونه خود بعد از درنای ساروس (به انگلیسی: Sarus crane) می‌باشد. وزن جنس ماده این پرنده ۶٫۴ الی ۷٫۹ کیلوگرم و وزن نوع نر آن ۷٫۵ الی ۹ کیلوگرم می‌باشد.